# Оперативна група «Берестя»
Оперативна група «Берестя» (пол. Zgrupowanie «Brześć») — одне з формувань Війська Польського під час Оборонної війни у Польщі в 1939 році.
Оперативна група «Берестя» була утворена 10 вересня 1939 року з метою оборони міста Берестя і Берестейської фортеці та увійшла до складу Окремої оперативної групи «Полісся». Командування групою було покладено на бригадного генерала Константина Плісовського.
Група «Берестя» станом на 11 вересня 1939 року сладалась з маршових батальйонів 34-го, 35-го та 82-го піхотних полків, однієї роти маршового батальйону 33-го полку, 81-го та 82-го караульних батальйонів, 56-го саперного батальйону, 112-ї і 113-ї окремих танкових рот, а також взводу танкеток, 9-го автомобільного дивізіону, 49-го дивізіону польової артилерії, 3-ї зенітної батареї, караульної роти, роти зв'язку, медично-санітарної служби. Загальне число особового складу становило від 2500 до 4000 солдатів та офіцерів. На озброєнні були 18 гармат, 8 зеніток, 30 легких танків Рено FT-17 і 5 розвідувальних танкеток TKS. Крім того, на залізничних коліях в районі Берестя знаходились два застарілих бронепотяги — «Смяли» і «Маршалек».
З 14 вересня група брала участь в обороні Берестя і Берестейської фортеці та в ніч на 17 вересня була змушена відійти в район Тересполя. Під час оборонних дій 14 — 17 вересня загинуло та отримало поранення близько 40% особового складу. Близько 1000 поляків потрапило в німецький полон.
Під командуванням підполковника А. Хорака близько 2000 поляків з оперативної групи «Берестя» продовжували опір до 1 жовтня 1939 року на території Люблінського воєводства.